# 牛乳アレルギー
牛乳アレルギー（ぎゅうにゅうアレルギー、英: Cow's milk allergy）は、牛乳に含まれるたんぱく質に対するアレルギー反応である。食物アレルギーとしては鶏卵の次に多い。主な原因は、牛乳に含まれるタンパク質の一種であるアルファs1-カゼインである。反芻動物の牛、羊、ヤギの乳では交差反応を示しうる。アナフィラキシーを発症する事もある。
以下、乳は特に断らない限り牛乳を中心とする。

## 疫学
0歳を頂点に多くは乳・幼児期に発症する。大半は数年で症状を出さなくなる。乳児では母乳が認知機能や免疫系の発育を含めて最善である。次点で牛乳タンパク質分解乳が推奨されているが、大豆や米に由来する配合乳の方が早くおさまるという研究結果も現れている。また、加熱処理された牛乳に耐えられる子供は多く、その摂取によりすべての牛乳への耐性の獲得者が増加した。
有病率は、未就学児で1 - 17.5%、5 - 16歳で1 - 13.5%、成人で1 - 4%の範囲で報告されており、選択の偏りのない出生コホート研究では、フィンランド1.9%、ノルウェーの4.9%である。16歳までに79%がアレルギー感作において耐性を獲得する。
日本の食物アレルギーでは鶏卵に次ぐ多さで、牛乳、鶏卵は幼児に多い。0歳時を最多にして年齢と共に減っていき、多くは乳幼児期に発症する。幼児には多く見られ、2 - 3歳で耐性を獲得し自然に消えていくことが多い。
牛乳に対するアレルギーを持つ子供の13%から20%は、牛肉にもアレルギーを持つ。
イスラエルでのコホート研究は、2週間までに牛乳タンパク質に暴露された場合、4 - 6か月で暴露された場合に比較して、牛乳アレルギーの発生率が低かった。アトピー性皮膚炎の子供の3分の1が牛乳アレルギーと診断され、牛乳アレルギーの1歳未満の乳児の40 - 50%はアトピー性皮膚炎であった。帝王切開は牛乳アレルギーの危険因子である。

## 原因物質
牛乳中の主なアレルゲンはカゼイン、乳清（ホエイ）の両方に存在する。カゼインでは、αs1-カゼイン、αs2-カゼイン、β-カゼイン、κ-カゼインであり、罹患者はαに100%反応し、κでは91.7%である。乳清では、α-ラクトアルブミン、β-ラクトグロブリン、血清アルブミンで、罹患者はこれらに最大で約80%が反応するが、免疫グロブリンに反応することは滅多にない。主な原因はαs1-カゼインである。αs1-カゼインは乳製品を食べた母親の母乳中からも検出される。
カゼインは牛乳タンパク質の8割を占め、αs1-カゼインとβ-カゼインとでその7割を占める。
反芻動物のウシ科に属する牛、羊、ヤギの乳とで罹患者は交差反応を示すことがあり、この反芻動物のタンパク質はヒト、豚や馬、ラクダ科とは異なり構造の類似性が低い。β-カゼインはヒトやラクダの乳には含まれない。

## 症状
胃腸症状が32 - 60%に、皮膚症状が5 - 90%に、アナフィラキシーが約1%に生じる。
皮膚症状
皮疹、蕁麻疹
胃腸症状
嘔吐、下痢、便秘、鼻炎、胃の痛、胃食道逆流症、逆流性食道炎
呼吸器症状
呼吸困難
IgEが関わる牛乳アレルギーの場合、急性蕁麻疹を発症する。IgEが関わらない牛乳アレルギーでもかゆみや紅斑は生じ、アトピー性湿疹を生じることがある。後者はまだ診断基準がはっきりしていない。前者の場合、牛乳の摂取から2時間後までに症状が起き、皮膚、呼吸器、胃腸に症状を出し、また重篤なアナフィラキシーを起こし命にかかわることがある。後者の場合、最大72時間まで症状が出るのが遅れ、激しい腹痛、食道からの逆流、下痢や便秘、血便や湿疹が起こることがある。
牛乳が使用されていない製品であっても、乳成分入りの材料を含む場合があり注意が必要である。状況によっては深刻な結果になってしまう。

## 乳糖不耐症との違い
乳糖不耐症は、糖分の乳糖（ラクトース）を消化する能力が低下しているために生じる。通常、3歳ごろに自然にその能力を失う。
このため、乳糖を予め分解すれば乳糖不耐症では問題は起こらないが、牛乳アレルギーの場合は抗原となり得るタンパク質が存在する限り問題が起こるのである。なお、牛乳アレルギーは病的な状態であるのに対し、乳糖不耐症は元々成長と共に発現するものなので、成人に現れた乳糖不耐症は病的な状態であるとは考えられていない。ただし、乳児に現れた乳糖不耐症は病的な状態である。

## 乳タンパク質の不耐との違い
乳タンパク質の不耐（Milk protein intolerance : MPI）は通常個々にはアレルギーも不耐も起こさない食物タンパク質への遅延反応である。MPIは non-IgE抗体を生成し、アレルギーの血液検査では発見されない。MPIは牛乳アレルギーとよく似た症状を発症し、対処方法も牛乳アレルギーと同じである。MPIは豆乳にも当てはまる（milk soy protein intolerance : MSPI）。
MPIの牛乳は、牛乳だけでなくその派生商品（パンやケーキ）も含まれる。さらに「non-dairy」つまり乳成分を含まないとラベルされた商品でも引き起こされることもある。non-dairyは乳成分が0.5%未満のことを指すためである。これらにはカザミノ酸のようなワクチンが存在する。

## 予防
牛乳タンパク質分解乳についての予備知識は、#幼児に対する牛乳の代替を参照。ここでは家族歴などアレルギーのリスクが高いアレルギーを発症していない乳児の予防について。
2017年のコクランレビューでは低品質な証拠が、部分分解乳の方が牛乳を使った配合乳と比較して牛乳アレルギーを減少させることを示していた。これは以前と同じ結果である。2016年の英国食品基準庁 (UKF) が委託したメタアナリシスは、利益相反や出版バイアスがあり乳児のアレルギーのリスクを低下させる一貫した証拠はないとし、証拠の質が低いという点はGRADE基準に沿って評価され証拠を却下した。商業的な動機よりも、透明性が確保されることが必要だとした。試験を事前登録して試験の存在を明らかにし、研究資金を商業から独立させ、母乳育児に悪影響がないよう監督されるべきだとコメントされている。（1981年に世界保健機関は「母乳代替品のマーケティングに関する国際基準」を策定し、母乳が母親と子供の健康にとって重要な食物であることから、国際的に母乳代替品には厳しい国際基準が設けられている）

## 対処

### 幼児に対する牛乳の代替
母乳が最善である。牛乳タンパク質は母乳を介して摂取されるので、アレルギーの乳児の母親は授乳を行う場合、乳製品全般を食べてはいけない。日本では法規制のため、代替乳に必要な栄養素を添加できずカルニチン、セレン、ヨウ素の欠乏症に注意が必要となる。
母乳以外の代替品では乳児の認知機能の発達に重要なω-3脂肪酸といった不飽和脂肪酸が不足しており、ビタミン、ミネラル、タンパク質の構成も違うため脳の発達やアレルギーのような免疫機能に影響が出ることが考えられる。母親と乳児のための利点を再現することはできない。代替品には牛乳タンパク質を加水分解した配合乳の低アレルギー性食品、大豆製品や米製品、重症の場合には遊離アミノ酸ベースの製品が含まれる。加水分解とは、タンパク質を酵素によって小さなペプチドにまで分解するということである。加水分解された配合乳は、一部の加水分解から大部分の加水分解までである。
高度加水分解乳（EHF, extensively hydrolyzed formula）は、牛乳タンパク質の大部分が加水分解されたものである。遊離アミノ酸と短鎖ペプチドに分解されている。部分分解乳（PHF, partially hydrolyzed formula）は、部分的に加水分解されたもので、長鎖ペプチドのタンパク質が特徴的で口当たりが良い。しかし、このような製品は口当たりを考慮して作られたのであって、牛乳アレルギーの罹患者にむけた製品ではない。
豆乳ベースの牛乳代替品では、牛乳アレルギーの乳児の約10 - 15%は、大豆に対してもアレルギーを持つ可能性がある。また6か月以下の幼児には豆乳ベースの代替品は推奨されていない。この場合でも、アレルギーを持つ乳児のための米乳やエンバクなどの代替品は飲むことができる。
世界アレルギー機構による新たな牛乳アレルギーのガイドラインのための2016年の調査では、牛乳アレルギーの期間が加水分解乳の使用で40か月前後のところを、大豆や米に由来する配合乳を使った場合には24か月前後と短かかったといった証拠も現れてきている。
大豆による代替品の忍容性は良好で製造者による栄養的な改良も加えられ、イソフラボンの影響を裏付ける証拠もなく、遺伝子組み換えダイズの影響では証拠はないが使用は躊躇されている。米の加水分解配合乳による証拠も蓄積されており、アレルギーの子供の1%未満しかアレルギーを示さず、乳糖も植物性エストロゲンも含まず安全な選択肢となってきた。

### 子供と大人に対する牛乳の代替
多くの製品が市販されている。米乳、豆乳、エンバクミルク、ココナッツミルク、アーモンドミルクはミルク代替品として利用されることがあるが、栄養的には幼児には向かない。しかし、大豆、米、イナゴマメから作られる特別な幼児向け代替品は広く市販されている。
38人の牛乳アレルギーの子どもの調査では、ラクダミルクにもアレルギーがある者は18.4%と少なく、ヤギ乳では63.2%と多かった。18歳以上500人の血清から抗原性を評価し、牛乳アレルギーの者でアレルギーを誘発する可能性の低い順から、母乳、ラクダ、ヒツジ、ヤギとなる。植物原料の代替乳では、ココナッツ、アーモンド、豆乳となり、牛乳アレルギーでない場合にこれらのアレルギーである場合もある。

### 経口免疫療法
食べて牛乳に慣れる経口免疫療法は臨床研究段階であり、2017年に低酸素脳症を伴う重篤な事例が発生したことで、臨床研究の正しい手続きを踏んで安全性を確保していくための警笛が鳴らされた。重篤なアレルギー症状を起こした18例のうち、牛乳が8例（44.4%）と最多であった。

### 加熱処理
牛乳アレルギーの子供の75%は加熱した牛乳、焼いたチーズなど熱で調理した牛乳に耐えることができ、これを摂取しすべての牛乳に耐性を獲得する可能性が16倍高かった。しかしながらアレルギーの原因物質であるカゼインは加熱によって変性しないため、熱処理後の牛乳の摂取によってアレルギーを発症する人はまだいる。

### 突発的アレルギー発症
アレルギー体質の人が誤飲してしまった場合、症状の重さによって様々な対処方法が存在する。エピペン、抗ヒスタミン薬、ジフェンヒドラミンなどの薬を頻繁に飲むことが必要である。牛乳アレルギーはアナフィラキシーを発症し、生命に危険を及ぼす場合もある。